# Dör, Győr-Moson-Sopron
Dör  este un sat în districtul Csorna, județul Győr-Moson-Sopron, Ungaria, având o populație de 644 de locuitori (2011). 

## Demografie
Componența etnică a satului Dör
     Maghiari (96,58%)
     Romi (2,12%)
     Germani (1,3%)
Componența confesională a satului Dör
     Romano-catolici (83,85%)
     Luterani (2,8%)
     Fără religie (1,09%)
     Necunoscută (11,65%)
     Reformați (0,62%)
     Alte religii (0,62%)
Conform recensământului din 2011, satul Dör avea 644 de locuitori. Din punct de vedere etnic, majoritatea locuitorilor (96,58%) erau maghiari, existând și minorități de romi (2,12%) și germani (1,3%).  Din punct de vedere confesional, majoritatea locuitorilor (83,85%) erau romano-catolici, existând și minorități de luterani (2,8%) și persoane fără religie (1,09%). Pentru 11,65% din locuitori nu este cunoscută apartenența confesională.